# Archäozoologie
Der Begriff Archäozoologie setzt sich aus den altgriechischen Wörtern ἀρχαῖος „alt“, ζώον „Lebewesen“, „Tier“ und λóγος in der Bedeutung „Lehre“ zusammen. Der Begriff bedeutet also Lehre von alten Tieren. Die Archäozoologie beschäftigt sich vorrangig mit den Überresten von Tieren aus archäologischen Grabungen, seltener mit solchen aus natürlichen Ansammlungen oder anderen Überlieferungsarten. In erster Linie handelt es sich dabei um die Analyse von Knochen, aber auch von Muschelschalen, Schneckenhäusern, Eierschalen, Tiermumien, Federn oder Fell- und Hornresten. Der zeitliche Rahmen umfasst zumeist das Holozän. Es werden jedoch auch Tierreste aus Teilen des Pleistozäns untersucht, wobei es zu Überschneidungen mit der Paläontologie bzw. der Paläozoologie kommt.

## Geschichte des Faches
Tierresten wurden lange Zeit wenig Beachtung geschenkt, zumal in der klassischen Archäologie, die sich zunächst mehr als rein kunstgeschichtliches Fach verstand und erst in jüngster Zeit die Bedeutung der Wirtschaftsgeschichte und damit die Bedeutung von Tierknochen und Pflanzenresten zu erkennen beginnt. Als eine frühe Ausnahme kann die Fundgeschichte des Auerochsenskelettes von Haßleben bei Erfurt gelten, das 1821 beim Torfstechen entdeckt worden war und unter Johann Wolfgang von Goethes Leitung geborgen wurde. Dieses Skelett wurde 1827 von Ludwig Heinrich Bojanus untersucht und als Bos primigenius beschrieben. Im 19. Jahrhundert war Gegenstand der Archäozoologie vor allem die Erforschung von Fundmaterial aus altsteinzeitlichen Fundorten, in der Regel aus Höhlen, wobei Tierknochen eine größere Rolle spielten. Henry Christy und Edouard Lartet dienten in ihren 1865 und 1875 veröffentlichten Standardwerken Tierreste aus den Höhlen des Départements Dordogne zur Charakterisierung und Definition von paläolithischen Phasen anhand der vorherrschenden Tierarten. Als Pionier der Archäozoologie gilt der Schweizer Ludwig Rütimeyer, der 1861 einen Bericht über die Fisch- und Haustierreste aus schweizerischen Pfahlbausiedlungen veröffentlichte und sich zur Identifizierung der Knochenreste der noch heute angewandten morphologischen Methode bediente.
Da die verschiedensten Wissenschaftszweige (Paläontologie, Veterinärmedizin, Zoologie, Archäologie, Anthropologie) an der Entwicklung der Archäozoologie beteiligt waren und diese sich auch in zahlreichen Forschungsgebieten mit ihnen überschneidet, ist sie eine stark interdisziplinär ausgerichtete Wissenschaft.
In Deutschland kann Archäozoologie an der Ludwig-Maximilians-Universität München als Nebenfach studiert werden. Am Institut für Ur- und Frühgeschichte der Christian-Albrechts-Universität Kiel besteht seit 2010 eine Professur für Archäozoologie und Isotopenforschung, in den Jahrzehnten zuvor wurde Archäozoologie in Kiel vor allem am Institut für Haustierkunde der Christian-Albrechts-Universität Kiel gelehrt. Bedeutend ist die von Mitarbeitern dieses Institutes und des Archäologischen Landesmuseums Schleswig 1967 gegründete Archäologisch-Zoologische Arbeitsgruppe (AZA), die nun Bestandteil des Zentrums für Baltische und Skandinavische Archäologie ist und mehr als 30.000 Skelette beherbergt. Am Institut für Vor- und Frühgeschichte der Johannes Gutenberg-Universität Mainz lehren Mitarbeiter von Monrepos, Archäologisches Forschungszentrum und Museum für menschliche Verhaltensevolution Archäozoologie und Taphonomie; an der Eberhard-Karls-Universität Tübingen, der Universität zu Köln, der Friedrich-Schiller-Universität Jena und der Freien Universität Berlin werden an den archäologischen Instituten archäozoologische Kurse und Seminare im Rahmen der archäologischen bzw. ur- und frühgeschichtlichen Ausbildung angeboten. In der deutschen Hochschulpolitik ist die Archäozoologie als Kleines Fach eingestuft. In der Schweiz wird Archäozoologie am Institut für prähistorische und naturwissenschaftliche Archäologie (IPNA) in Basel gelehrt.
Neben der Forschung an öffentlichen Instituten arbeiten fachlich ausgebildete Archäozoologen in den letzten Jahren zunehmend auch freiberuflich. 2011 gründeten sie den Archäozoologenverband (AZV), um Qualitätsstandards bei der Bearbeitung von Tierknochenmaterial zu setzen.

## Fundmaterial und Methoden
Knochen von Wirbeltieren (Säugetiere, Vögel, Reptilien, Amphibien und Fische) und Überreste von Wirbellosen (Mollusken) von:
- menschlichen Siedlungen als Schlacht- und Speisereste,
- Kultplätzen als Tieropfer oder Reste von Kultmahlzeiten,
- Schindangern oder Friedhöfen als verscharrte oder bestattete Tiere.

Die morphologische und osteometrische Aufnahme der Funde erfolgt nach folgenden Gesichtspunkten:
- taxonomische Zuordnung der Überreste, Schlacht-/Sterbealtersbestimmung, Geschlechtsbestimmung,
- Pathologien, natürlichen und artifiziellen Veränderungen an den Tierresten (Schnittspuren, Einwirkung von Feuer, Wasser u. a.).

Diese Daten werden anschließend quantitativ und qualitativ ausgewertet (Zusammensetzung der Archäofauna, Mengenverhältnisse, Größenrekonstruktion).
Neben den klassischen Methoden finden nun zunehmend neue Analyseformen Eingang in die Archäozoologie, z. B. die Untersuchung stabiler Isotope und von aDNA.

## Forschungsschwerpunkte
- Archäomalakologie
- Domestikationsforschung
- Taphonomie
- Agrar- und Handwerksgeschichte
- Subsistenzstrategien, Wirtschaftsweise, Ernährungsgewohnheiten
- Tier in Religion und Kunst
- Tier und (Tier-)Medizin
- Umweltgeschichte